# Carlos Edwards
Akenhaton Carlos Edwards (Puerto España, Trinidad y Tobago, 24 de octubre de 1978) es un futbolista trinitense. Juega de defensa y su actual equipo es el Bury Town FC de Inglaterra, aparte de ser gerente del Woodbridge Town FC. Es recordado por el golpe que se dio en el partido clasificatorio del hexagonal final rumbo al mundial Sudáfrica 2010 cuando después de quitarse a tres futbolistas de México accidentalmente falló al darle al balón y “por poco se fractura la quijada y se desgracia la vida” como dijo el cronista Christian Martinoli.

## Selección nacional
Fue internacional con la Selección de fútbol de Trinidad y Tobago haciendo su debut en la Copa del Caribe de 1999. Jugó la Copa Mundial de Fútbol de 2006, aparte de jugar la Copa Oro 2005, Copa Oro 2013, la Copa del Caribe de 2001, la Clasificación al mundial del 2006 y la Clasificación al mundial del 2010, jugó 78 partidos internacionales y anotó 4 goles.

### Participaciones en Copas del Mundo
| Mundial                        | Sede     | Resultado    |
| ------------------------------ | -------- | ------------ |
| Copa Mundial de Fútbol de 2006 | Alemania | Primera fase |

## Clubes
| Club                             | País              | Año       |
| -------------------------------- | ----------------- | --------- |
| Defence Force FC                 | Trinidad y Tobago | 1998-2000 |
| Wrexham FC                       | Gales             | 2000-2005 |
| Luton Town                       | Inglaterra        | 2005-2007 |
| Sunderland AFC                   | Inglaterra        | 2007-2010 |
| Wolverhampton Wanderers (Cedido) | Inglaterra        | 2008-2009 |
| Ipswich Town                     | Inglaterra        | 2009-2014 |
| Millwall Football Club           | Inglaterra        | 2014-2016 |
| Ma Pau SC                        | Trinidad y Tobago | 2016-2017 |
| Central FC                       | Trinidad y Tobago | 2017-2017 |
| Woodbridge Town FC               | Inglaterra        | 2017-Act. |
| Bury Town FC (doble registro)    | Inglaterra        | 2020-Act. |

## Palmarés

### Campeonatos nacionales
| Título                         | Club                                     | País              | Año     |
| ------------------------------ | ---------------------------------------- | ----------------- | ------- |
| Copa del Caribe                | Selección de fútbol de Trinidad y Tobago | Trinidad y Tobago | 1999    |
| FAW Premier Cup                | Wrexham                                  | Gales             | 2000-01 |
| Copa del Caribe                | Selección de fútbol de Trinidad y Tobago | Trinidad y Tobago | 2001    |
| Football League Third Division | Wrexham                                  | Inglaterra        | 2002-03 |
| FAW Premier Cup                | Wrexham                                  | Gales             | 2002-03 |
| FAW Premier Cup                | Wrexham                                  | Gales             | 2003-04 |
| English Football League Trophy | Wrexham                                  | Inglaterra        | 2004-05 |
| Football League Championship   | Sunderland AFC                           | Inglaterra        | 2006-07 |